# Овчари
Овчари (болг. Овчари) — село в Болгарии. Находится в Кырджалийской области, входит в общину Крумовград. Население составляет 153 человека.

## Политическая ситуация
В местном кметстве Овчари, в состав которого входит Овчари, должность кмета (старосты) исполняет Зюлбие Мехмед Ахмед (Движение за права и свободы (ДПС)) по результатам выборов правления кметства.
Кмет (мэр) общины Крумовград — Себихан Керим Мехмед (Движение за права и свободы (ДПС)) по результатам выборов в правление общины.